# Lista de episódios de The 100
A seguir se apresenta a lista de episódios de The 100, uma série de televisão que se passa 97 anos após um apocalipse nuclear devastador que quase destruiu toda a vida na Terra e apresenta 100 jovens que são enviados em uma missão para testar se a superfície da Terra se tornou novamente habitável. The 100 é uma série de drama, aventura, ação e ficção científica transmitida no canal de televisão The CW nos Estados Unidos. Desenvolvida por Jason Rothenberg, a série é gravada em Vancouver, Colúmbia Britânica, no Canadá. É dividida em duas fases, onde na primeira eles lutam para sobreviverem, formada da temporada 1 até a 5, e na segunda brigam para se tornarem os mocinhos da história. O elenco principal da série é constituído por diversos atores. Eles são: Eliza Taylor, Paige Turco, Bob Morley, Marie Avgeropoulos, Christopher Larkin, Henry Ian Cusick, Lindsey Morgan, Richard Harmon e Tasya Teles, que respectivamente interpretam Clarke Griffin, Abigail "Abby" Griffin, Bellamy Blake, Octavia Blake, Monty Green, Marcus Kane, Raven Reyes, John Murphy e Echo.
O primeiro episódio, "Pilot", foi emitido na noite de 19 de março de 2014 e foi assistido por 2,73 milhões de telespectadores, um número ótimo para uma estreia de série. Os episódios seguintes também não decepcionaram a nível de audiência. No dia 8 de maio de 2014, a emissora The CW garantiu a série uma renovação para uma segunda temporada. Um dos fatores que deram um ótimo reconhecimento para a série foi a ampla aclamação pela crítica especialista, uma vez que recebeu a avaliação de 63/100 do site agregador de arte Metacritic.

## Resumo
| Temporada | Temporada | Episódios | Episódios | Originalmente exibido  | Originalmente exibido  |
| Temporada | Temporada | Episódios | Episódios | Estreia da temporada   | Final da temporada     |
| --------- | --------- | --------- | --------- | ---------------------- | ---------------------- |
|           | 1         | 13        | 13        | 19 de março de 2014    | 11 de junho de 2014    |
|           | 2         | 16        | 16        | 22 de outubro de 2014  | 11 de março de 2015    |
|           | 3         | 16        | 16        | 21 de janeiro de 2016  | 19 de maio de 2016     |
|           | 4         | 13        | 13        | 1 de fevereiro de 2017 | 24 de maio de 2017     |
|           | 5         | 13        | 13        | 24 de abril de 2018    | 7 de agosto de 2018    |
|           | 6         | 13        | 13        | 30 de abril de 2019    | 6 de agosto de 2019    |
|           | 7         | 16        | 16        | 20 de maio de 2020     | 30 de setembro de 2020 |

## Episódios

### 1.ª temporada (2014)
| N.º na série | N.º na temp. | Título                                                             | Dirigido por   | Escrito por                                                          | Exibição original   | Audiência (milhões) |
| ------------ | ------------ | ------------------------------------------------------------------ | -------------- | -------------------------------------------------------------------- | ------------------- | ------------------- |
| 1            | 1            | "Pilot" "(Piloto)"                                                 | Bharat Nalluri | Jason Rothenberg                                                     | 19 de março de 2014 | 2,73                |
| 2            | 2            | "Earth Skills" "(Habilidades Terrestres)"                          | Dean White     | Jason Rothenberg                                                     | 26 de março de 2014 | 2,27                |
| 3            | 3            | "Earth Kills" "(A Terra Mata)"                                     | Dean White     | Elizabeth Craft & Sarah Fain                                         | 2 de abril de 2014  | 1,90                |
| 4            | 4            | "Murphy's Law" "(A Lei de Murphy)"                                 | P. J. Pesce    | T. J. Brady & Rasheed Newson                                         | 9 de abril de 2014  | 1,69                |
| 5            | 5            | "Twilight's Last Gleaming" "(O Último Brilho do Crepúsculo)"       | Milan Cheylov  | Bruce Miller                                                         | 16 de abril de 2014 | 1,80                |
| 6            | 6            | "His Sister's Keeper" "(O Guardião de Sua Irmã)"                   | Wayne Rose     | Tracy Bellomo & Dorothy Fortenberry                                  | 23 de abril de 2014 | 1,97                |
| 7            | 7            | "Contents Under Pressure" "(Conteúdo Sob Pressão)"                 | John Showalter | Akela Cooper & Kira Snyder                                           | 30 de abril de 2014 | 1,88                |
| 8            | 8            | "Day Trip" "(Viagem de um Dia)"                                    | Matt Barber    | História por : Andrei Haq Roteiro por : Elizabeth Craft & Sarah Fain | 7 de maio de 2014   | 1,64                |
| 9            | 9            | "Unity Day" "(Dia da União)"                                       | John Behring   | Kim Shumway & Kira Snyder                                            | 14 de maio de 2014  | 1,73                |
| 10           | 10           | "I Am Become Death" "(Eu Me Tornei a Morte)"                       | Omar Madha     | T. J. Brady & Rasheed Newson                                         | 21 de maio de 2014  | 1,46                |
| 11           | 11           | "The Calm" "(A Calma)"                                             | Mairzee Almas  | Bruce Miller                                                         | 28 de maio de 2014  | 1,71                |
| 12           | 12           | "We Are Grounders – Part I" "(Nós Somos Terra-Firmes – Parte I)"   | Dean White     | Tracy Bellmo & Akela Cooper                                          | 4 de junho de 2014  | 1,58                |
| 13           | 13           | "We Are Grounders – Part II" "(Nós Somos Terra-Firmes – Parte II)" | Dean White     | Jason Rothenberg                                                     | 11 de junho de 2014 | 1,68                |

### 2.ª temporada (2014–2015)
| N.º na série | N.º na temp. | Título                                                                      | Dirigido por   | Escrito por                    | Exibição original       | Audiência (milhões) |
| ------------ | ------------ | --------------------------------------------------------------------------- | -------------- | ------------------------------ | ----------------------- | ------------------- |
| 14           | 1            | "The 48" "(Os 48)"                                                          | Dean White     | Jason Rothenberg               | 22 de outubro de 2014   | 1,54                |
| 15           | 2            | "Inclement Weather" "(Clima Inclemente)"                                    | John Showalter | Michael Angeli                 | 29 de outubro de 2014   | 1,48                |
| 16           | 3            | "Reapercussions" "(Repercussões)"                                           | Dean White     | Aaron Ginsburg & Wade McIntyre | 5 de novembro de 2014   | 1,68                |
| 17           | 4            | "Many Happy Returns" "(Muitos Anos de Vida)"                                | P. J. Pesce    | Kim Shumway                    | 12 de novembro de 2014  | 1,75                |
| 18           | 5            | "Human Trials" "(Experimentos Humanos)"                                     | Ed Fraiman     | Charlie Craig                  | 19 de novembro de 2014  | 1,64                |
| 19           | 6            | "Fog of War" "(Névoa da Guerra)"                                            | Steven DePaul  | Kira Snyder                    | 3 de dezembro de 2014   | 1,86                |
| 20           | 7            | "Long Into an Abyss" "(Por Muito Tempo no Abismo)"                          | Antonio Negret | James Thorpe                   | 10 de dezembro de 2014  | 1,62                |
| 21           | 8            | "Spacewalker" "(Caminhante no Espaço)"                                      | John Showalter | Bruce Miller                   | 17 de dezembro de 2014  | 1,40                |
| 22           | 9            | "Remember Me" "(Lembre-se de Mim)"                                          | Omar Madha     | Dorothy Fortenberry            | 21 de janeiro de 2015   | 1,48                |
| 23           | 10           | "Survival of the Fittest" "(Sobrevivência do Mais Apto)"                    | Dean White     | Akela Cooper                   | 28 de janeiro de 2015   | 1,53                |
| 24           | 11           | "Coup de Grace" "(Coup de Grace)"                                           | P. J. Pesce    | Charlie Craig                  | 4 de fevereiro de 2015  | 1,51                |
| 25           | 12           | "Rubicon" "(Rubicon)"                                                       | Mairzee Almas  | Aaron Ginsburg & Wade McIntyre | 11 de fevereiro de 2015 | 1,36                |
| 26           | 13           | "Resurrection" "(Ressurreição)"                                             | Dean White     | Bruce Miller                   | 18 de fevereiro de 2015 | 1,42                |
| 27           | 14           | "Bodyguard of Lies" "(O Guarda-Costas de Mentiras)"                         | Uta Briesewitz | Kim Shumway                    | 25 de fevereiro de 2015 | 1,55                |
| 28           | 15           | "Blood Must Have Blood, Part One" "(Sangue Se Paga Com Sangue, Parte Um)"   | Omar Madha     | Aaron Ginsburg & Wade McIntyre | 4 de março de 2015      | 1,49                |
| 29           | 16           | "Blood Must Have Blood, Part Two" "(Sangue Se Paga Com Sangue, Parte Dois)" | Dean White     | Jason Rothenberg               | 11 de março de 2015     | 1,34                |

### 3.ª temporada (2016)
| N.º na série | N.º na temp. | Título                                                                     | Dirigido por   | Escrito por                                | Exibição original       | Audiência (milhões) |
| ------------ | ------------ | -------------------------------------------------------------------------- | -------------- | ------------------------------------------ | ----------------------- | ------------------- |
| 30           | 1            | "Wanheda: Part One" "(Wanheda: Parte Um)"                                  | Dean White     | Jason Rothenberg                           | 21 de janeiro de 2016   | 1,88                |
| 31           | 2            | "Wanheda: Part Two" "(Wanheda: Parte Dois)"                                | Mairzee Almas  | Aaron Ginsburg & Wade McIntyre             | 28 de janeiro de 2016   | 1,63                |
| 32           | 3            | "Ye Who Enter Here" "(Vós Que Entrais Aqui)"                               | Antonio Negret | Kim Shumway                                | 4 de fevereiro de 2016  | 1,57                |
| 33           | 4            | "Watch the Thrones" "(Cuidado Com os Tronos)"                              | Ed Fraiman     | Dorothy Fortenberry                        | 11 de fevereiro de 2016 | 1,32                |
| 34           | 5            | "Hakeldama" "(Hakeldama)"                                                  | Tim Scanlan    | Charlie Craig                              | 18 de fevereiro de 2016 | 1,36                |
| 35           | 6            | "Bitter Harvest" "(Colheita Amarga)"                                       | Dean White     | Kira Snyder                                | 25 de fevereiro de 2016 | 1,41                |
| 36           | 7            | "Thirteen" "(Treze)"                                                       | Dean White     | Javier Grillo-Marxuach                     | 3 de março de 2016      | 1,39                |
| 37           | 8            | "Terms and Conditions" "(Termos e Condições)"                              | John Showalter | Charlie Craig                              | 10 de março de 2016     | 1,20                |
| 38           | 9            | "Stealing Fire" "(Roubando Fogo)"                                          | Uta Briesewitz | Heidi Cole McAdams                         | 31 de março de 2016     | 1,23                |
| 39           | 10           | "Fallen" "(Caídos)"                                                        | Matt Barber    | Charmaine DeGrate & Javier Grillo-Marxuach | 7 de abril de 2016      | 1,13                |
| 40           | 11           | "Nevermore" "(Nunca Mais)"                                                 | Ed Fraiman     | Kim Shumway                                | 14 de abril de 2016     | 1,08                |
| 41           | 12           | "Demons" "(Demônios)"                                                      | P. J. Pesce    | Justine Juel Gillmer                       | 21 de abril de 2016     | 1,15                |
| 42           | 13           | "Join or Die" "(Junte-se ou Morra)"                                        | Dean White     | Julie Benson & Shawna Benson               | 28 de abril de 2016     | 1,27                |
| 43           | 14           | "Red Sky at Morning" "(Céu Vermelho na Manhã)"                             | P. J. Pesce    | Lauren Muir & Kira Snyder                  | 5 de maio de 2016       | 1,13                |
| 44           | 15           | "Perverse Instantiation – Part One" "(Instanciação Perversa – Parte Um)"   | Ed Fraiman     | Aaron Ginsburg & Wade McIntyre             | 12 de maio de 2016      | 1,17                |
| 45           | 16           | "Perverse Instantiation – Part Two" "(Instanciação Perversa – Parte Dois)" | Dean White     | Jason Rothenberg                           | 19 de maio de 2016      | 1,29                |

### 4.ª temporada (2017)
| N.º na série | N.º na temp. | Título                                                  | Dirigido por      | Escrito por                        | Exibição original       | Audiência (milhões) |
| ------------ | ------------ | ------------------------------------------------------- | ----------------- | ---------------------------------- | ----------------------- | ------------------- |
| 46           | 1            | "Echoes" "(Ecos)"                                       | Dean White        | Jason Rothenberg                   | 1 de fevereiro de 2017  | 1,21                |
| 47           | 2            | "Heavy Lies the Crown" "(O Peso da Coroa é Grande)"     | Ed Fraiman        | Justine Juel Gillmer               | 8 de fevereiro de 2017  | 1,01                |
| 48           | 3            | "The Four Horsemen" "(Os Quatro Cavaleiros)"            | P. J. Pesce       | Heidi Cole McAdams                 | 15 de fevereiro de 2017 | 1,05                |
| 49           | 4            | "A Lie Guarded" "(Uma Mentira Guardada)"                | Ian Samoil        | Kim Shumway                        | 22 de fevereiro de 2017 | 1,00                |
| 50           | 5            | "The Tinder Box" "(A Caixa de Metal)"                   | John F. Showalter | Morgan Gendel                      | 1 de março de 2017      | 1,02                |
| 51           | 6            | "We Will Rise" "(Nós Ressurgiremos)"                    | Dean White        | Charmaine DeGrate                  | 15 de março de 2017     | 0,98                |
| 52           | 7            | "Gimme Shelter" "(Me Dê Abrigo)"                        | Tim Scanlan       | Terri Hughes Burton & Ron Milbauer | 22 de março de 2017     | 0,90                |
| 53           | 8            | "God Complex" "(O Complexo de Deus)"                    | Omar Madha        | Lauren Muir                        | 29 de março de 2017     | 0,97                |
| 54           | 9            | "DNR" "(DNR)"                                           | Mairzee Almas     | Miranda Kwok                       | 26 de abril de 2017     | 0,81                |
| 55           | 10           | "Die All, Die Merrily" "(Morram Todos, Morram Felizes)" | Dean White        | Aaron Ginsburg & Wade McIntyre     | 3 de maio de 2017       | 0,85                |
| 56           | 11           | "The Other Side" "(O Outro Lado)"                       | Henry Ian Cusick  | Julie Benson & Shawna Benson       | 10 de maio de 2017      | 0,86                |
| 57           | 12           | "The Chosen" "(Os Escolhidos)"                          | Alex Kalymnios    | Aaron Ginsburg & Wade McIntyre     | 17 de maio de 2017      | 0,83                |
| 58           | 13           | "Praimfaya" "(Praimfaya)"                               | Dean White        | Jason Rothenberg                   | 24 de maio de 2017      | 0,91                |

### 5.ª temporada (2018)
| N.º na série | N.º na temp. | Título                                           | Dirigido por     | Escrito por                    | Exibição original   | Audiência (milhões) |
| ------------ | ------------ | ------------------------------------------------ | ---------------- | ------------------------------ | ------------------- | ------------------- |
| 59           | 1            | "Eden" "(Éden)"                                  | Dean White       | Jason Rothenberg               | 24 de abril de 2018 | 1,43                |
| 60           | 2            | "Red Queen" "(A Rainha Vermelha)"                | P. J. Pesce      | Terri Hughes Burton            | 1 de maio de 2018   | 1,02                |
| 61           | 3            | "Sleeping Giants" "(Gigantes Adormecidos)"       | Tim Scanlan      | Aaron Ginsburg & Wade McIntyre | 8 de maio de 2018   | 1,08                |
| 62           | 4            | "Pandora's Box" "(Caixa de Pandora)"             | Dean White       | Charmaine DeGrate              | 15 de maio de 2018  | 1,07                |
| 63           | 5            | "Shifting Sands" "(Areias Movediças)"            | Omar Madha       | Nick Bragg                     | 22 de maio de 2018  | 0,94                |
| 64           | 6            | "Exit Wounds" "(Feridas de Saída)"               | Michael Blundell | Drew Lindo                     | 5 de junho de 2018  | 0,92                |
| 65           | 7            | "Acceptable Losses" "(Perdas Aceitáveis)"        | Mairzee Almas    | Jeff Vlaming                   | 19 de junho de 2018 | 0,83                |
| 66           | 8            | "How We Get to Peace" "(Como Chegamos à Paz)"    | Antonio Negret   | Lauren Muir                    | 26 de junho de 2018 | 0,73                |
| 67           | 9            | "Sic Semper Tyrannis" "(Sic Semper Tyrannis)"    | Ian Samoil       | Miranda Kwok                   | 10 de julho de 2018 | 0,89                |
| 68           | 10           | "The Warriors Will" "(A Vontade dos Guerreiros)" | Henry Ian Cusick | Julie Benson & Shawna Benson   | 17 de julho de 2018 | 0.86                |
| 69           | 11           | "The Dark Year" "(O Ano Negro)"                  | Alex Kalymnios   | Heidi Cole McAdams             | 24 de julho de 2018 | 0,85                |
| 70           | 12           | "Damocles – Part One" "(Dâmocles – Parte Um)"    | Dean White       | Justine Juel Gillmer           | 31 de julho de 2018 | 0,88                |
| 71           | 13           | "Damocles – Part Two" "(Dâmocles – Parte Dois)"  | Dean White       | Jason Rothenberg               | 7 de agosto de 2018 | 0,99                |